# Alazeia
El riu Alazeia (rus: Алазе́я; iacut: Алаһыай) és un riu que es troba al nord-est de la República de Sakhà (o Iacútia), Rússia.
Amb una llargada de 1.590 km i una conca hidrogràfica de 64.700 km2, l'Alazeia es forma per la confluència del Nelkan i el Kadultxan i desemboca al Mar de la Sibèria Oriental. L'afluent més important és el Rossokha.
El mont Kisilyakh-Tas és un lloc notable de kigilyakh a la riba dreta del riu Alazeia a, 69° 42′ N, 155° 0′ E / 69.700°N,155.000°E.

## Geografia
El riu té 1.590 km. L'àrea de la seva conca és de 64.700 km2, L'Alazeia es forma a la confluència dels rius Nelkan i Kadultxan als vessants de l'altiplà d'Alazeia. Travessa aproximadament cap al nord a través de la tundra serpentejant entre les zones planes i pantanosas de les Terres baixes de Kolimà, part de les Terres baixes de Sibèria Oriental. Finalment, l'Alazeia desguassa a la badia de Kolimà del mar de la Sibèria Oriental, prop de Logashkino.
El riu es congela a finals de setembre fins a principis d'octubre i es manté lligat al gel fins a finals de maig i principis de juny. Hi ha més de 24.000 llacs a la seva conca.

### Tributaris
Els afluents més grans de l'Alazeia són Rassokha (790 km) i Buor-Yuryakh (131 km) a l'esquerra, així com el riu Sloboda (168 km) i Buor-Yuryakh (244 km) a la dreta.

## Història
Dmitrii Zyryan va ser el primer rus que va arribar a Alazeia el 1641, però no va crear un assentament permanent.
Va ser al riu Alazeia on els pioners russos es van trobar per primera vegada amb el poble Txuktxi i el 1642. La presó d'Alazeia, sobre el riu, va ser construïda a finals del segle xvii - principis del segle xvii.
El nom està pres del clan alai dels Iukaguirs, que deambulava pels voltants d'aquest riu.